# Toshimasa Furuta
| 2478 Tokai            | 4 maggio 1981     |
| 2908 Shimoyama        | 18 novembre 1981  |
| 3814 Hoshi-no-mura    | 4 maggio 1981     |
| 4265 Kani             | 8 ottobre 1989    |
| 4351 Nobuhisa         | 28 ottobre 1989   |
| 4353 Onizaki          | 25 novembre 1989  |
| 4541 Mizuno           | 1º gennaio 1989   |
| 4614 Masamura         | 21 agosto 1990    |
| 4717 Kaneko           | 20 novembre 1989  |
| 4799 Hirasawa         | 8 ottobre 1989    |
| 4835 Asaeus           | 29 gennaio 1989   |
| 4903 Ichikawa         | 20 ottobre 1989   |
| 4904 Makio            | 21 novembre 1989  |
| 4951 Iwamoto          | 21 gennaio 1990   |
| 5236 Yoko             | 10 ottobre 1990   |
| 5287 Heishu           | 20 novembre 1989  |
| 5288 Nankichi         | 3 dicembre 1989   |
| 5295 Masayo           | 5 febbraio 1991   |
| 5333 Kanaya           | 18 ottobre 1990   |
| 5334 Mishima          | 8 febbraio 1991   |
| 5399 Awa              | 29 gennaio 1989   |
| 5581 Mitsuko          | 10 febbraio 1989  |
| 5743 Kato             | 19 ottobre 1990   |
| 5775 Inuyama          | 29 settembre 1989 |
| 5777 Hanaki           | 3 dicembre 1989   |
| 5908 Aichi            | 20 ottobre 1989   |
| 5909 Nagoya           | 23 ottobre 1989   |
| 6228 Yonezawa         | 17 gennaio 1982   |
| 6251 Setsuko          | 25 febbraio 1992  |
| 6383 Tokushima        | 12 dicembre 1988  |
| 6392 Takashimizuno    | 29 aprile 1990    |
| 6419 Susono           | 7 dicembre 1993   |
| 6554 Takatsuguyoshida | 28 ottobre 1989   |
| 6661 Ikemura          | 17 gennaio 1993   |
| 6792 Akiyamatakashi   | 30 novembre 1991  |
| 6902 Hideoasada       | 26 ottobre 1989   |
| 6961 Ashitaka         | 26 maggio 1989    |
| 7237 Vickyhamilton    | 3 novembre 1988   |
| 7238 Kobori           | 27 luglio 1989    |
| 7240 Hasebe           | 19 dicembre 1989  |
| 7408 Yoshihide        | 23 settembre 1989 |
| 7472 Kumakiri         | 13 febbraio 1992  |
| 7648 Tomboles         | 8 ottobre 1989    |
| 7992 Yozan            | 28 novembre 1981  |
| 8188 Okegaya          | 18 dicembre 1992  |
| 8251 Isogai           | 8 novembre 1980   |
| 8272 Iitatemura       | 24 settembre 1989 |
| 8273 Apatheia         | 29 novembre 1989  |
| 9033 Kawane           | 4 gennaio 1990    |
| 9943 Bizan            | 29 ottobre 1989   |
| 17651 Tajimi          | 3 novembre 1996   |
| 20020 Mipach          | 4 novembre 1991   |
| 20036 Marcboucher     | 21 ottobre 1992   |
| 27714 Dochu           | 29 gennaio 1989   |

Toshimasa Furuta (古田俊正?, Furuta Toshimasa; ...) è un astronomo giapponese.
Il Minor Planet Center gli accredita la scoperta di ottantadue asteroidi, effettuate tra il 1980 e il 1996, in parte in collaborazione con altri astronomi: Makio Akiyama, Masayuki Iwamoto, Takashi Mizuno, Yoshikane Mizuno e Kenzo Suzuki.